# Формула кохання
«Формула кохання» (рос. «Формула любви») —  радянський телефільм 1984 року режисера Марка Захарова за мотивами повісті Олексія Толстого «Граф Каліостро».

## Сюжет
У 1780 році відомий авантюрист і «магістр таємних сил» граф Каліостро (Нодар Мгалоблішвілі) відвідує Росію, дає виставу у Санкт-Петербурзі. Його підозрюють у шахрайстві, а тому він змушений тікати, князь Потьомкін направляє за ним переслідувачів. Дорогою Каліостро відвідує одного зі своїх клієнтів — хворого російського поміщика. «Магістр» обіцяє його вилікувати, але сповіщає про те, що не може довго затримуватись, а тому буде лікувати на відстані і для цього з ним має поїхати донька господаря — Марія (Олена Валюшкіна). Граф Каліостро впевнений, що всі почуття підкоряються людському розуму і на підтвердження цьому намагається віднайти «формулу» кохання. Використовувати у своїх експериментах він планує Марію.
Доля та дорога приводять втікачів під Смоленськ, до маєтку молодого поміщика Олексія Федяшева (Олександр Михайлов), де він живе разом зі своєю самотньою тіткою Федосією Іванівною (Тетяна Пельтцер). Хлопець закоханий у статую в парку і мріє її оживити, граф Каліостро обіцяє йому в цьому допомогти, але зазначає, що не впевнений у повній подібності зовнішності. Зустрівши супутницю графа Марію, Олексій відмовляється від своїх попередніх намірів і навіть планує викрасти красуню. Разом з тим «магістр» вже розпочав роботи з «матеріалізації», не хоче зупинятися і доводить справу до кінця, видаючи за ожившу статую свою жінку Лоренцу (Олена Амінова).
Федяшев здогадується про обман і викликає Каліостро на дуель. Слуга графа Маргадон (Семен Фарада) зхитрував і не зарядив пістолі, обидва дуелянти залишаються живі. Але ці події, а також власна безсилість перед силою кохання приводять «магістра» до лікарняного ліжка. Коли стає відомо, що переслідувачі вже поряд, до Каліостро повертаються сили і він планує знову втікати. Виїжджаючи з маєтку Федяшева граф зустрічає маленьку дівчинку, внучку натурщиці сумно відомої статуї. У цей момент Каліостро трапляється ще й місцевий художник, який мріє написати з нього портрет. Втративши надію втекти, «магістр» погоджується позувати, до нього приєднуються всі дійові особи цієї історії разом із солдатами-переслідувачами.
В епілозі повідомляється, що останні роки життя граф Каліостро провів у римській в'язниці, а малюнок, на якому граф зображений в оточенні невідомих історикам людей, залишався з ним до самої смерті.

## Сценарій
В основі повісті російського письменника Олексія Толстого «Граф Каліостро» (1921) — вільна інтерпретація історичних фактів про візит до Росії у 1780 році авантюриста Джузеппе Бальзамо (більше відомого, як граф Каліостро). Толстой переписав історію на свій лад, а сценарій фільму у виконанні Григорія Горіна, в свою чергу, має мало спільного з повістю. Після виходу «Формули кохання» серед акторів стала популярною епіграма:
Ця «формула», взагалі-то, стара: 

Багато від Марка Захарова, 

Багато Горіна, багато Гладкова, 

Та зовсім трохи Олексія Толстого.
Ще до зйомок фільму Марк Захаров знав, хто кого зіграє і сказав Горіну, аби той врахував це під час написання сценарію. Таким чином багато жартів та реплік було написано «під акторів», зокрема це стосувалося тандему Абдулов — Фарада.
Через свою необачність, вже під час зйомок, Нодар Мгалоблішвілі (граф Каліостро) зламав ногу. Відмовитись від проекту, а тим більше від такого колоритного актора, Захаров не міг, а тому було скорочено сценарій: особливо постраждали сцени за участі Марії та Лоренци.

## Музика
Автором музики фільму став композитор Генадій Гладков, який тісно співпрацював із Марком Захаровим, створивши музичний супровід для всіх його стрічок. Слова до пісень написав Юлій Кім, у титрах зазначений як Юлій Михайлов: через антирадянську діяльність співпраця з театром та кіно йому дозволялася лише під таким псевдонімом.
Коли вже вся музика до фільму була написана, Марк Захаров сказав Генадію Гладкову, що потрібна ще одна пісня — італійська, а точніше неаполітанська, зазначивши при цьому, що навряд чи той впорається з таким завданням. Це роздратувало композитора і він, як згодом, зазначив Олександр Абдулов, «у стані афекту написав геніальну пісню». «Неаполітанська пісня» (більш відома широкому загалу як «Уно-уно-уно-ун моменто») насправді є досить беззмістовною: її текст являє собою хаотичний набір італійський слів, які зміг пригадати Гладков. У фільмі її виконують Жакоб (Олександр Абдулов) та Маргадон (Семен Фарада). Фараді, з якихось причин, довго не вдавалося виконання цієї пісні, а тому у фільмі разом з Абдуловим, замість нього співає сам автор — Генадій Гладков.
Ще одна заміна голосів: граф Каліостро у стрічці говорить голосом Армена Джигарханяна. Нодар дуже погано говорив російською, а тому Марк Захаров змушений був використати дублера. Разом з тим, тандем виявився настільки успішним, що зрештою Джигарханян озвучив ролі Мгалоблішвілі ще у чотирьох інших фільмах: «Капітан „Пілігріма“» (1986), «Серп та молот» (1994), «Сьомий перстень чаклунки» (1998), «Диверсант» (2004).

## Актори
| Актор               | Роль             |
| ------------------- | ---------------- |
| Нодар Мгалоблішвілі | Граф Каліостро   |
| Олександр Михайлов  | Олексій Федяшев  |
| Олена Валюшкіна     | Марія            |
| Олександр Абдулов   | Жакоб            |
| Семен Фарада        | Маргадон         |
| Олена Амінова       | Лоренца          |
| Тетяна Пельтцер     | Федосія Іванівна |
| Леонід Бронєвой     | лікар            |
| Олександра Захарова | Фімка            |
| Микола Скоробогатов | Степан           |

Кадр із фільму. Дуель: Олексій Федяшев, Маргадон, Жакоб і граф Каліостро

- Персонажа Жакоба в оригінальному сценарії не було. Марк Захаров створив його спеціально для Олександра Абдулова, зваживши на його наполегливі прохання[4].
- Перед зйомками Тетяна Пельтцер зломала два ребра, але не відмовилася від ролі.

## Неточності та цікаві факти
- У фільмі головні герої скачуть російськими дорогами на тлі копиць сіна, конструкція яких занадто прогресивна і свідчить про те, що їх залишили комбайни.
- У Петербурзі під час сеансу ясновидства Каліостро запитують про те, коли закінчиться війна з турками. Але на той момент (1780 рік) ніякої війни не було: п'ята закінчилася в 1774 році, шоста розпочалася в 1787-му.
- Вірш «Ріка життя», який читає Олексій Федяшев своїй тітоньці, був написаний поетом Василем Григорьєвим лише у 1822 році, тобто більш як через сорок років після візиту Каліостро в Росію[5].
- У фіналі Федосія Іванівна сповіщає Каліостро, що його розшукує «якийсь штабс-капітан», але цей чин в російській армії було введено лише в 1798 році — через 18 років після зображених подій.
- Статуя, в яку закохався Олексій Федяшев, до цього була задіяна і в інших фільмах: у «Службовому романі» (1977) вона бентежила товариша Бубликова, а в «Старому Новому році» (1980) прикрашала сауну.